# Grey Goose

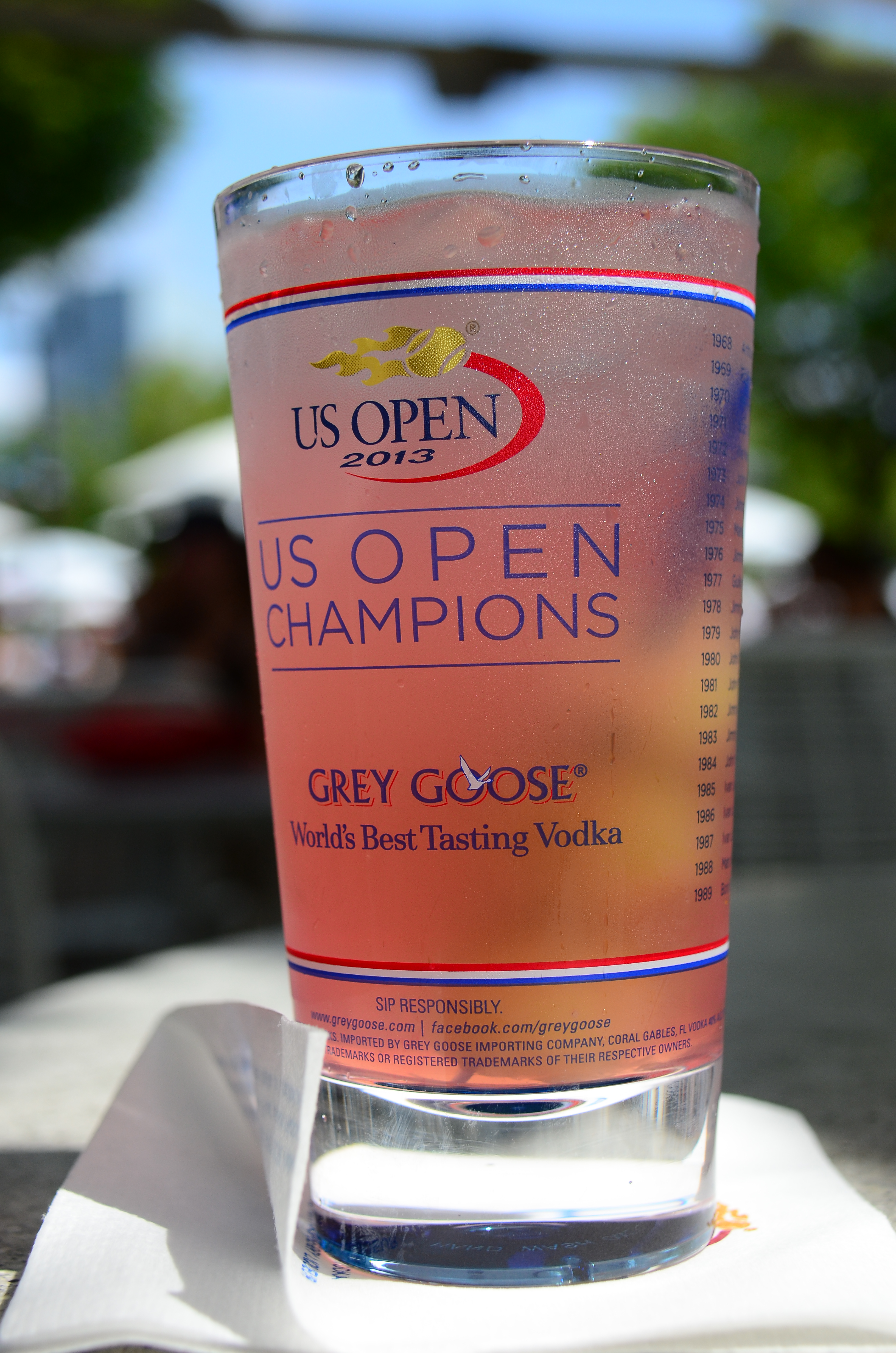
Honey Deuce

Grey Goose ist ein französischer Wodka, der auf Basis von französischem Weizen aus der Region La Beauce und Wasser hergestellt wird, das durch den Kalkstein der Champagne natürlich gereinigt wurde. Sein Alkoholgehalt beträgt 40 Volumenprozent. Nach der Produktion in Frankreich wird er vom Importunternehmen Sidney Frank nach New Rochelle (Bundesstaat New York) importiert.
Der Wodka wurde 1997 in den Vereinigten Staaten auf den Markt gebracht. Seit August 2004 gehört Grey Goose zu Bacardi Limited.
Grey Goose gibt es auch in Sondereditionen von Armani und Michalsky und in verschiedenen Aromen wie Orange, Zitrone, Birne, Kirsche und Melone.
Die Flasche besitzt einen Vielfarbdruck. Die Ansicht durch das Glas bedient sich einer Präsentationstechnik, die aus dem Ausstellungsdesign bekannt ist: Auf der Innenseite entfaltet sich ein Diorama, durch das sich die Silhouette fliegender Gänse zu einem Bergpanorama mit räumlicher Tiefe fügt.
Während des Grand-Slam-Turniers im Tennis, den US Open, wird ein Cocktail namens Honey Deuce angeboten. Es ist ein Cocktail, der hauptsächlich aus dem Wodka von Grey Goose, Zitronenlimonade, Himbeerlikör, Eiswürfeln und aufgespießten Honigmelonenbällchen besteht und etwa 25 $ kostet. Auf dem Becher, den man behalten darf, stehen alle bisherigen US-Open-Sieger. Die Melonenbällchen sollen Tennisbälle symbolisieren. 2024 wurden 550.000 dieser Cocktails während der US Open konsumiert.

## Produkte
| Name                   | Alkoholgehalt | Geschmack                      |
| ---------------------- | ------------- | ------------------------------ |
| Grey Goose Vodka       | 40%vol        | -                              |
| Strawberry & Lemongras | 30%vol        | Erdbeere, Zitronengras, Citrus |
| Watermelon & Basil     | 30%vol        | Wassermelone, Basilikum        |
| White Peach & Rosmary  | 30%vol        | weißer Pfirsich, Rosmarin      |
| La Poire               | 40%vol        | Birne                          |
| L‘Orange               | 40%vol        | Orange                         |
| Le Citron              | 40%vol        | Zitrone                        |